# ジェイムズ・ロングストリート
ジェイムズ・ロングストリート（James Longstreet、1821年1月8日-1904年1月2日）は、アメリカ合衆国南北戦争の南軍で傑出した将軍であり、ロバート・E・リー将軍の片腕であった。リーはロングストリートのことを「オールド・ウォー・ホース」（年寄りの軍馬）と呼んだ。

## 概要
ロングストリートはリーの下で東部戦線の北バージニア軍の1軍団を率いて多くの名高い戦闘に参戦し、また西部戦線ではテネシー軍でブラクストン・ブラッグ将軍と共に戦った。伝記作者で歴史家のジェフリー・D・ワートは、「ロングストリートは...北バージニア軍で最も優れた軍団指揮者であった。事実、かれは疑いもなく両軍の戦闘で最善の軍団指揮者であった。」と書いた。
ロングストリートの将軍としての才能によって、第二次ブルランの戦い、フレデリックスバーグの戦いおよびチカマウガの戦いで、攻撃的なものも防御的なものも南軍の勝利に意義有る貢献を果たした。また、七日間の戦い、アンティータムの戦い、さらに重傷を負うまでの荒野の戦いでも目立った戦果を挙げた。テネシー州ノックスビルで半ば放任した指揮をした時は、南軍にとって手痛い敗北になった。ロングストリートの戦時行動の中で議論が多いのは、ゲティスバーグの戦いの時にリー将軍の採った戦術に同意できず、ピケットの突撃と呼ばれる歩兵による悲惨な攻撃を躊躇して見過ごしたことである。
ロングストリートは戦後も外交官、公務員および行政官として合衆国政府のために働いた。しかし共和党に鞍替えして古い友人であるユリシーズ・グラントに協力したこと、また戦時のリー将軍の行動について批判的なコメントを書いたことで、昔の南軍の同僚の多くからは忌み嫌われる人となった。南軍の敗北の原因について書いた人々はゲティスバーグでのロングストリートの行動が、南軍が戦争に負ける主要原因となったと強調していた。ロングストリートの南部における評判は1世紀以上も悪いままであり、やっと最近になって再評価がゆっくりと始まった。

## 生い立ちと青年時代
ロングストリートはサウスカロライナ州エッジフィールド地区で生まれた。両親のジェイムズ・ロングストリートとメアリー・アン・ロングストリートにとっては5番目の子供で三男であった。父親はニュージャージー州、母親はメリーランド州の出身であり、ジョージア州北東部に作られるゲインズビルに近いところに綿花のプランテーションを所有した。祖先は1657年にオランダ植民地のニューネーデルラントに移住したダーク・ストッフェルス・ランゲストレートであったが、世代が移ると共に姓を英語読みに変えた。
父親のジェイムズは、田舎のプランテーションにおける息子のジェイムズの「岩のような」特徴に注目し、その渾名をピーター（聖ペテロ）としたので、その後の人生でもピートあるいはオールド・ピートと呼ばれるようになった。
父親のジェイムズは、息子に軍隊の経験を積ませることにしたが、田舎で与えられる教育では適当な準備ができないと感じた。息子のジェイムズは9歳の時に、オーガスタの叔父夫婦のところに遣られた。叔父のオーガスタス・ボールドウィン・ロングストリートは新聞編集者、教育者でメソジストの牧師でもあった。ジェームズ・ロングストリートはオーガスタの直ぐ郊外にある叔父のプランテーション、ウエストオーバーで8年間を過ごし、リッチモンド郡専門学校に通った。父のジェイムズは1833年にオーガスタを訪れている時、コレラで死んだ。母親など家族はアラバマ州サマービルに移住したが、息子のジェイムズは叔父のオーガスタスの元に留まった。
1837年、オーガスタスはロングストリートを合衆国陸軍士官学校に上げようとしたが、その下院選挙区には枠に空きが無かったので、1年後の1838年、母親のメアリーが住むアラバマ州の第1選挙区を代表していた親戚のリューベン・チャプマンの働きで入学することができた。ロングストリートはウエストポイントでは学業の成績が悪く規律も問題があり、1842年に卒業したときは56人の士官候補生中の順位は54番目だった。しかし同級生の中では人気があり、ジョージ・ヘンリー・トーマス、ウィリアム・ローズクランズ、ジョン・ポープ、D・H・ヒル、ラファイエット・マクローズ、ジョージ・ピケット、ジョン・ベル・フッドなど南北戦争で名を挙げることになる多くの者と親交を深めた。1つ下の学年にいたユリシーズ・グラントととも親友になった。ロングストリートは米国陸軍第4歩兵師団の名誉少尉に指名された。
ロングストリートは最初の2年間をミズーリ州ジェファーソン・バラックスで任務に就き、そこに後から親友のグラント中尉が加わった。ロングストリートはグラントに遠い親戚のジュリア・デントを紹介し、この二人はその後に結婚することになった。その紹介の直ぐ後で、ロングストリートはマリア・ルイーザ・ガーランドと知り合った。マリアはロングストリートの所属する連隊指揮官ジョン・ガーランド中佐の娘だった。ロングストリートとマリアは米墨戦争の後の1848年に結婚した。二人の結婚生活は40年間も続き、10人の子供にも恵まれたが、ロングストリートの備忘録にはマリアのことが一つも書かれておらず、二人の関係に関する逸話は2番目の妻が書いたものから伝えられた。

## 米墨戦争
ロングストリートは米墨戦争で第8歩兵師団に属し手柄を立てた。コントレラスの戦いとチュルブスコの戦いで大尉に名誉の昇進を果たし、モリノ・デル・リーの戦いで少佐になった。1847年9月12日のチャプルテペックの戦いでは、連隊旗を持って丘を駆け上がって攻撃している時に太腿に傷を負った。ロングストリートは倒れながら連隊旗を友人のピケット中尉に渡し、ピケットはうまく丘の頂上まで到達することができた。
戦後、傷が癒えた後で、ロングストリートとその新妻はテキサス州辺境での任務に就き、最初はブリス砦が勤務地だった。そこでは偵察任務をこなし、1858年7月からは第8歩兵師団の少佐と給与支払担当者を担当した。
ロングストリートはアメリカ合衆国からの脱退について熱心に支持したわけではなかったが、叔父のオーガスタスから以前に州の権限の原則について学んでおり、叔父のその問題に関する執心についてもよく見てきていた。ロングストリートはサウスカロライナ州で生まれジョージア州で育ったが、ウエストポイントに挙げてくれ母親が住んでいるアラバマ州に対する奉仕を申し出た。さらにアラバマ州からウエストポイントを卒業した者の中では年長であり、州軍の中では相応の階級を与えられる可能性があった。1861年6月にアメリカ陸軍から除隊し、南北戦争で南軍に賭けてみることにした。

## 南北戦争

### 第一次ブルランの戦いおよび半島方面作戦
ロングストリートは南軍の中佐としてバージニア州リッチモンドに着任した。1861年6月22日、アメリカ連合国大統領ジェファーソン・デイヴィスと高官邸宅で会見し、6月17日付けで准将に指名されたことを知らされ、25日に任命書を受け取った。ロングストリートはマナサスにいるP・G・T・ボーリガード准将の所に出頭するよう命じられ、そこに到着するとバージニア3個連隊からなる旅団の指揮を任された。
ロングストリートは部下を集め、ひっきりなしにその旅団の訓練を行った。この旅団は7月18日のブラックバーンズ・フォードの戦いで北軍の威力偵察部隊と初めて戦い、これが第一次ブルランの戦いに繋がった。7月21日、主力の攻撃が戦列の反対側まで達したとき、ロングストリートの旅団は9時間も大砲の砲火に耐えていたにも拘わらず比較的小さな役割を演じただけだった。ロングストリートは自軍の指揮官達が敗走する北軍を活発に追撃させなかったことに不満だった。ロングストリートの信頼する副官モクスリー・ソレルは、ロングストリートが「かなり怒っていた。その帽子を怒りに任せて地面に叩き付け、踏みにじり、汚い言葉を吐いた」と記録した。ソレルはロングストリートが「引っ込め！畜生、北軍が粉々に砕け散った」と言ったとしている。
ロングストリートは10月7日に少将に昇進し、南軍のポトマック軍の1師団（ハンプトンズ・リージョンの4個歩兵旅団）で指揮を執った。
1862年の1月にロングストリート家を悲劇が襲った。リッチモンドで流行った猩紅熱によって1歳の娘メアリー・アン、4歳の息子ジェイムズ、6歳の息子オーガスタスを1週間の内に次々と失った。13歳の息子ガーランドも死ぬ寸前までいった。ロングストリートはこの喪失で大いに落胆し、個人的にも社会的にも引っ込み思案になった。1861年のロングストリートの本部はパーティ、飲酒およびポーカーで明け暮れていた。葬儀から戻ったロングストリートは社交生活が陰鬱になり、ほとんど酒を飲まず、敬虔な聖公会員になった。
その年の春、半島方面作戦では複雑な任務をこなした。ヨークタウンの包囲戦とウィリアムズバーグの戦いでは後衛を指揮し、ジョージ・マクレラン少将の指揮する北軍がリッチモンドに進軍する速度を遅らせた。セブンパインズの戦いでは、ロングストリート軍が間違った道を間違った方向に進んで友軍部隊の混乱の原因を作り、マクレラン軍に対する逆襲の効果を薄めさせた。ロングストリートの報告書はこの災難の原因について僚友のベンジャミン・フーガーを不当に責めていた。
ジョセフ・ジョンストン将軍がこの戦闘中に負傷し、北バージニア軍の指揮官はロバート・E・リー将軍に替わった。
6月下旬に起こった七日間の戦いの間、ロングストリートはリー軍のおよそ半分に近い15旅団を指揮し、マクレラン軍を半島の先端近くまで押し返した。その指揮は攻撃的であり、特にゲインズミルの戦いとグレンデイルの戦いではその新しく大きくなった部隊の指揮が際だった。ロングストリートにとっては同輩のリー軍将軍達の手柄は大したことがなかった。特にストーンウォール・ジャクソン少将はいつになく元気がなかったので、北軍を打ち破るまでには至らなかった。モクスリー・ソレルは、ロングストリートの戦場で見せる自信と沈着さについて、「彼は安定した岩のようであり、戦場で時には世界が粉々になって飛んでいくように見えた」と書いた。リー将軍は、「ロングストリートは私の右腕だ」と言った。ロングストリートはリーの第一の副指揮官としての地位を築いた。

### 第二次ブルランの戦い、メリーランド方面作戦、フレデリックスバーグの戦い
リーの部下の軍団指揮者に関する軍事的な評判はしばしばストーンウォール・ジャクソンが代表する大胆で攻撃的性格のものであったが、ロングストリートは防御的な戦略と戦術を推奨し実行した典型的な指揮官であり、ジャクソンを軍隊のハンマーとすれば、ロングストリートは金敷であった。
1862年8月の北バージニア方面作戦では、この固定観念が当てはまらなかった。ロングストリートは全軍の右翼を担い（後に第1軍団と呼ばれた）、ジャクソンが左翼を担った。ジャクソンはリーの命令で作戦を開始し、その部隊を北軍ジョン・ポープ少将のバージニア軍の後方に進ませて側面を衝こうとしたが、続いて防御的な配置を採ってポープ軍の攻撃をうまく迎え入れた。8月28日と29日、第二次ブルランの戦いの開始時点で、ポープはロングストリートや他の南軍部隊が北方の戦場に到着している時にジャクソン軍に猛襲を加えた。この戦いの後で、ロングストリート軍があまりにゆっくりと行軍しており、ジャクソン軍は単独で2日間も敵の鉾先に耐えねばならなかったと非難する者がいたが、ロングストリート軍は24時間ちょっとの間に30マイル (48 km)を進んでおり、リー将軍もそれ以上早くその軍隊を集中させようとはしていなかった。
ロングストリート軍が8月29日の真昼頃に到着したとき、リーはジャクソン軍に注意を集中している北軍の側面を衝くように命じた。ロングストリートは午後の間ぐずぐずしており、個人的に偵察する時間を要求したが、これがリーをイライラさせてその命令を3度も出させることになった。午後6時半までにジョン・ベル・フッド准将の師団が前進して北軍第5軍団と対抗したが、ロングストリートは8時半にはフッド軍を退かせた。この件で再度ロングストリートは批判され、戦後の敗戦責任を追及する者達は、その鈍さと攻撃を躊躇したことおよびリー将軍の命令に従わなかったことは、1863年7月2日にゲティスバーグの戦いで起きた議論の多い行動の前兆だったと主張した。リーの伝記作者ダグラス・サウスオール・フリーマンは「ゲティスバーグの悲劇の種はこの時に撒かれた。リーがロングストリートに屈服したとき、ロングストリートはリーがそうなることを見付けた」と書いた。
この批判にも拘わらず、翌日8月30日はロングストリートが大手柄を立てた日であった。ポープはジャクソン軍が撤退を始めていると信じ込んでいたので、ロングストリートはその機に乗じて25,000名以上の部隊で北軍の左翼に総攻撃を掛けさせた。4時間以上にわたって「巨大なハンマーのように猛攻」を掛けた。
ロングストリートは活発に砲兵隊による砲撃を指示し、乱闘の中に旅団を送り込んだ。ロングストリートとリーはこの総攻撃のときに協働して当たっており、どちらも北軍の砲撃に曝された。北軍は激しい防御で耐えたものの、ポープの軍はほぼ同じ戦場であった第一次ブル・ランの戦いの惨めな敗北時と同様に後退を強いられた。ロングストリートは戦勝の功績をすべてリーにあるものとし、この作戦は「賢明で輝かしい」と表現した。これは戦略的攻撃の中で防御的戦術を使うというロングストリートが理想と考える戦略形態を作り上げた。

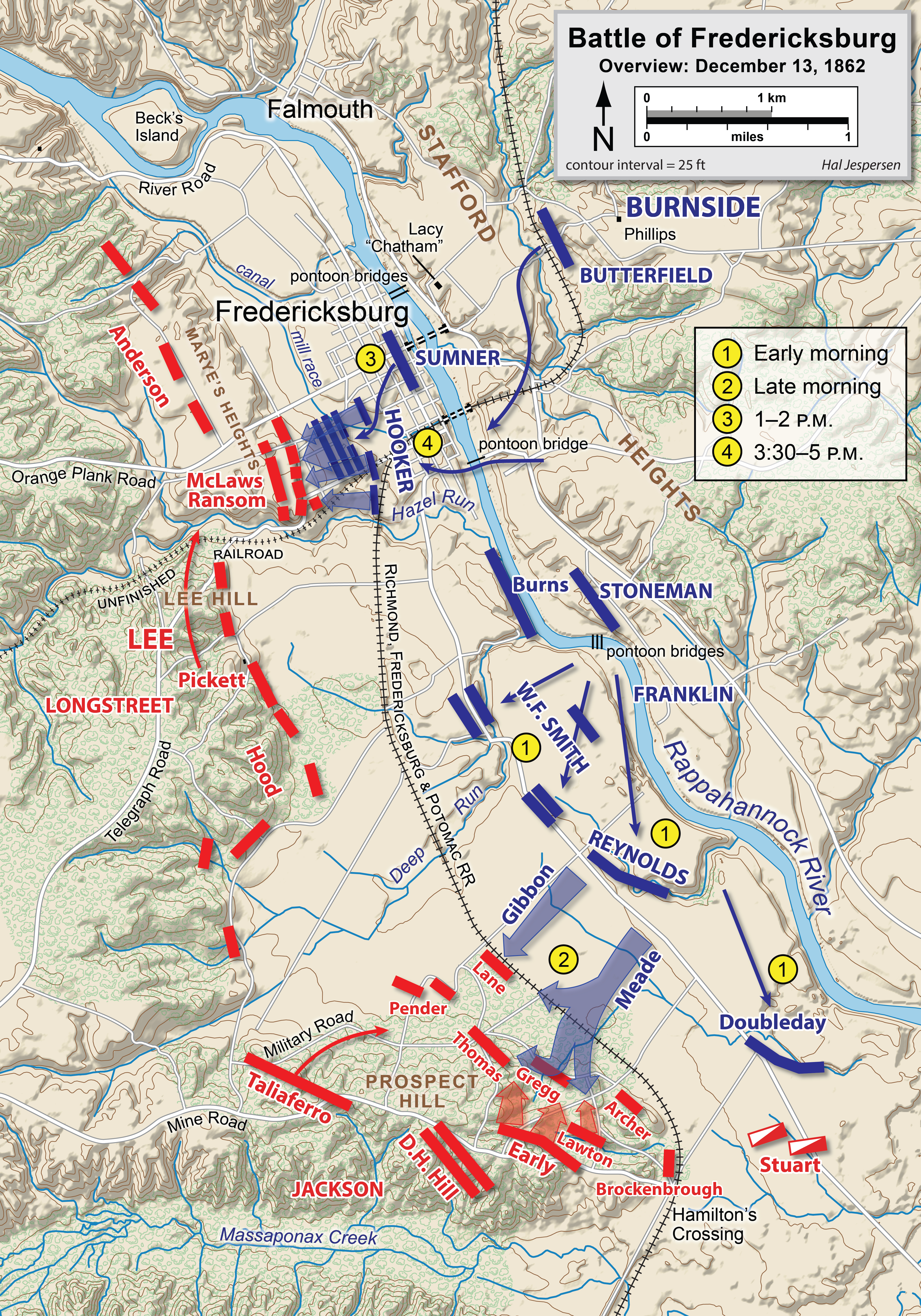
フレデリックスバーグの戦い

ロングストリートが防御を好む将軍であるという評判は、1862年後半の2つの大きな戦闘における彼の功績で固められた。9月のメリーランド方面作戦では、アンティータムの戦いで2倍の勢力の北軍に対して防御的配置を布いて耐えた（ロングストリートは靴擦れができていたために、絨毯用スリッパを履き、横鞍に乗って戦場の防衛戦を指揮した）。南北戦争で最も流血が多かった1日の後で、リーはその部下に「あー、ここにロングストリートがいる。ここに私の「オールド・ウォー・ホース」がいると言って称えた。アンティータムから数週間後の10月9日、ロングストリートは中将に昇進した。リーはロングストリートの昇進をジャクソンより1日早くなるように手配して、オールド・ウォー・ホースが南軍では上級の将軍であることを示した。11月に行われた軍隊の再編成で、ロングストリートが指揮する第1軍団は5個師団約41,000名になった。
12月ロングストリートの第1軍団はフレデリックスバーグの戦いで決定的な役割を演じた。メアリーズハイツの石壁の背後に部隊を配置し、北軍の攻撃を14度はね返した。北軍の損失は約1万人に達したのに対し、ロングストリート軍は500名を失っただけだった。この防御の大きな成功は地形の利点を活かしただけではなかった。アンティータムの戦いでの損失が防御工作をしていなかったことから倍加されたことを覚えていて、この時は塹壕、逆茂木および堡塁を作らせておいた。このやり方はその後の北バージニア軍で防御的布陣を布くときに先例となった。

### サフォーク
1863年の早春、ロングストリートはリーに、北バージニア軍から離れてブラクストン・ブラッグ将軍が指揮するテネシー軍の応援に回るという提案をした。テネシー軍はテネシー州中部で、ロングストリートにとってはウエストポイント時代のルームメイトである北軍のウィリアム・ローズクランズ少将の挑戦を受けていた。ロングストリートはリーの陰で1軍団を指揮するよりも西部戦線で独立した指揮をすることが昇進の良い機会になると信じた可能性がある。リーは第1軍団から2個師団を派遣したが、テネシーではなくリッチモンドに向けてだった。北軍第9軍団による海側からの進軍が大西洋岸中部の重要な港を潜在的に脅かしていた。2月半ばにピケットの師団が首都に向けて出発し、フッドの師団がその後に続いた。ロングストリートはこの2個師団とノースカロライナおよび南バージニア方面軍を統括する指揮を命じられた。
4月、ロングストリートはサフォーク市で北軍を包囲した（サフォークの包囲戦）。これは小さな作戦であったが、戦乱で荒れ果てたバージニア中部に駐留するリー軍にとって大変重要なことであった。これが成功すれば南軍は北軍の支配下にある大量の物資を集めることができた。しかし、この作戦によって5月に起こったチャンセラーズヴィルの戦いの時に、ロングストリートの第1軍団15,000名が戦場にいないということになった。チャンセラーズヴィルではリーが輝かしい勝利を挙げたものの、ロングストリートはサフォークから部隊と共に戻ってリー軍に加わることができたはずだという批判が起こった。

### ゲティスバーグ

#### 作戦の計画
チャンセラーズヴィルとジャクソンの死に続いて、ロングストリートとリーは5月半ばに会談して夏の作戦について議論した。ロングストリートはもう一度、彼の全軍あるいは一部をテネシーに派遣することを主張した。この作戦の正当性については、北軍のグラント将軍が、南軍が強固に守るミシシッピ川沿岸の町ビックスバーグに迫っていることからも喫緊の課題になりつつあった。ロングストリートはブラッグの下に援軍を送ればローズクランズの部隊をオハイオ川方面に追い遣り、続いてグラントのビックスバーグ包囲を破ることができるというものだった。リーはその軍団の分割に反対し、その代わりにペンシルベニア州に向けた大規模な攻撃を主張した。
ロングストリートの備忘録ではリーの提案に対する彼の反応が次のように書かれている。
この文章は作戦が行われた数年後に書かれたものであり、戦闘の結果と戦後の敗戦原因批判という後知恵に影響されている。当時のロングストリートが書いた手紙にはそのようなリーとの取引が書かれていない。1868年4月、リーは「そのような約束をしたことはない。そのようなことを考えたことも無い。」と言った。さらにリーの戦闘後の報告書では、「我々の本拠から遠く離れた場所で敵から攻撃されるのでなければ会戦を行うつもりは無かった。」と書いた。
北バージニア軍はジャクソンの死によって再編された。2人の師団指揮官リチャード・イーウェルとA・P・ヒルが中将に昇進し第2と第3軍団を指揮するとされた。ロングストリートの第1軍団はリチャード・H・アンダーソン少将の師団を手放し、ラファイエット・マクローズ、ジョージ・ピケットおよびジョン・フッドの師団が残った。
この夏の方面作戦の開始時点で、ロングストリートの軍団はシェナンドー渓谷を通ってイーウェルの軍団を追った。ロングストリートの雇ったスパイ、ヘンリー・トマス・ハリソンが、北軍のポトマック軍は予想よりも速く北に向かって南軍に接しようとしていると警告した。このことでリーは即座に全軍をゲティスバーグ近くに集結させようとした。

#### ゲティスバーグの戦い

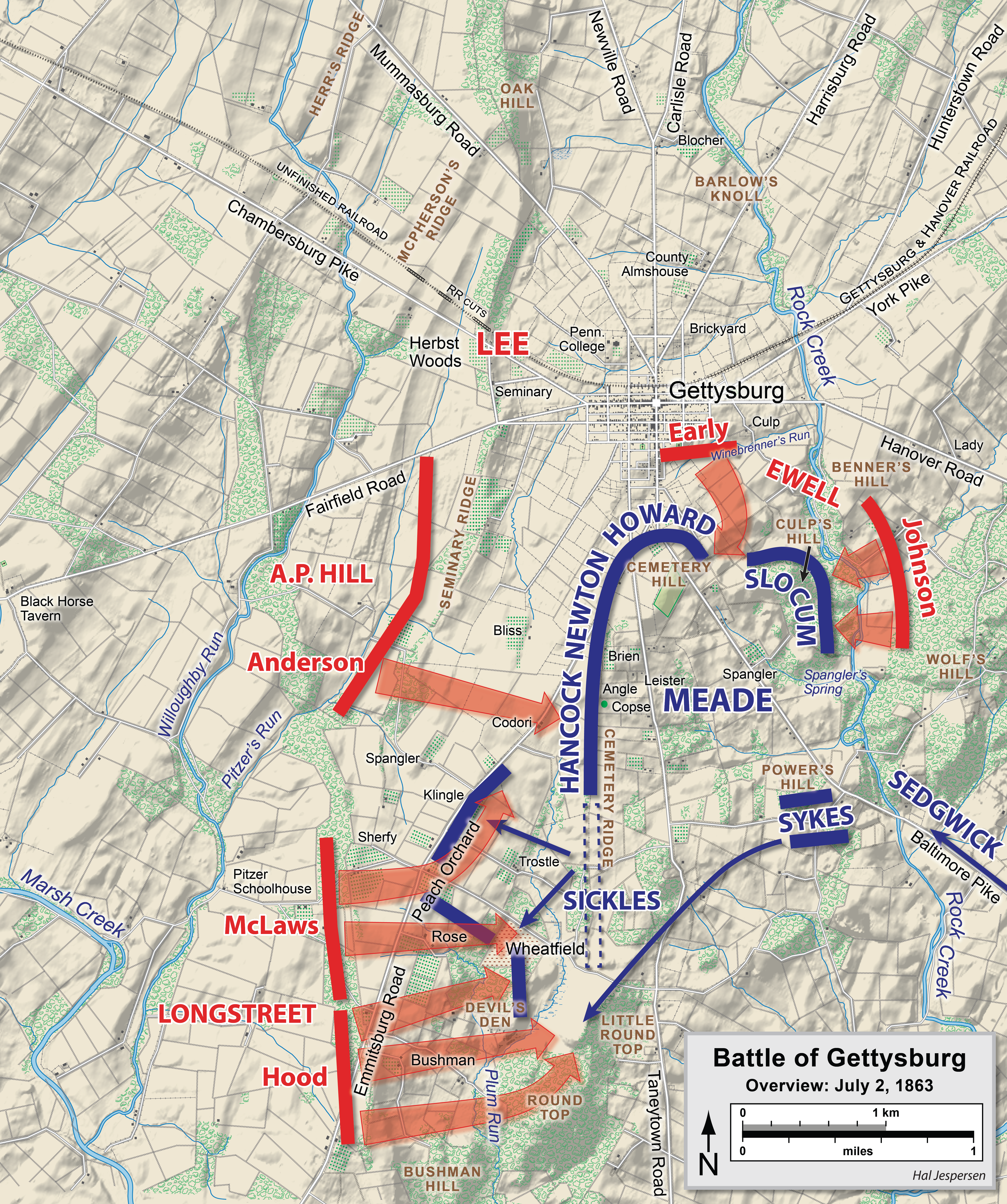
ゲティスバーグの戦い2日目

ゲティスバーグの戦いでのロングストリートの行動は1世紀以上にわたって彼を取り巻く論争の中心にある。ロングストリートは初日7月1日の午後遅くに戦場に到着した。この時までに北軍2個軍団がイーウェルとヒルによって町中に追い込まれ、セメタリーヒルで防御陣を布いた。リーは全軍が集結するまで戦うつもりはなかったが、ヒルによる時期を捉えているが疑問の残る決断で初日は印象に残る南軍の勝利だった。北軍の防御陣の強さを心配していたロングストリートはリーに会って、敵の左翼に戦略的回り込みを行い、「敵と敵の首都との間に良い地歩を確保する」ことで、北軍のジョージ・ミード少将に南軍が構築した防御陣を攻撃させる事ができると主張した。しかし、リーは「敵があそこに明日もいるならば、攻撃しなければならない」と叫んだ。
7月2日のリーの作戦は、まずロングストリート軍に北軍の左翼を攻撃させ、続いてヒルの軍に中央に近いセメタリー・リッジを攻撃させる、一方でイーウェル軍は北軍の左翼に向かう動きを示す、というものだった。ロングストリートはゆっくりと動き始めその旅団の幾つかが到着するのを待って、敵の陣地に近付きながら長い回り道をさせた。ロングストリートに対する戦後の批判では、ロングストリートに対するリーの命令は早朝に攻撃を掛けることであり、その遅れはこの戦闘に負ける重大な原因になったと主張している。
しかし、リーはこの軍団到着の遅れに同意し、午前11時まで正式な攻撃命令を出さなかった。
午後4時頃に攻撃が始まるとロングストリートはマクローズとフッドに攻撃を掛けさせ（ピケットの師団は到着していなかった）、北軍の激しい抵抗にも優勢であったが、かなりの損失を被ってほとんど成功とは言えなかった。
7月3日、リーはロングストリートに北軍の中央に協働して総攻撃をかけるよう命じた。これにはピケットの師団とヒル軍団の幾つかの旅団をあてるつもりだった。ロングストリートは成功の可能性が無いと考えたので、この命令に従いたくないと大いに強調した。リーに次のように言ったという。
歩兵の攻撃に先立つ砲兵による一斉砲撃の間に、ロングストリートはピケットの師団を発進させる責任を砲兵隊の指揮官エドワード・ポーター・アレクサンダーに渡そうと試みた。実際にピケットの師団が前進するときになって、ロングストリートは頷いて同意を示すだけで、言葉による命令を発しなかった。ピケットの突撃と呼ばれるこの総攻撃はロングストリートが予想した以上の損失を被った。これがゲティスバーグにおける南軍の敗北で決定的なポイントであり、リーは翌日バージニアに引き返す命令を出した。
戦後のロングストリートに対する批判は、ゲティスバーグの戦いにおけるその行動だけでなく、リーやその戦略に対する乱暴な発言に基づいている。例えば次のものである。

### テネシー
1863年8月半ば、ロングストリートは西部戦線に転進するという試みを再開した。アメリカ連合国陸軍長官のジェイムズ・セドンに私的な手紙を送り、古い友人のジョセフ・ジョンストンの下で働きたいと頼んだ。さらに議会の同調者ルイス・ウィグフォール上院議員との会話でその考えを押した。ウィグフォールは以前からロングストリートはブラクストン・ブラッグの後任にと考えていた。ブラッグ軍はチャタヌーガの郊外でローズクランズ軍からの圧力を日増しに受けるようになっていたので、リーとデイヴィス大統領は9月5日に要請に応じた。南軍にとって最も大変なものの１つに数えられる兵站上の努力により、ロングストリートはラファイエット・マクローズとジョン・フッドの師団、ジョージ・ピケットの師団から1旅団およびポーター・アレクサンダーの26門砲兵大隊を、両カロライナ州を通りジョージア州北部にいるブラッグのところまで16の鉄道を使い775マイル (1,240 km)を移動させた。この行動のために3週間以上を要したが、ロングストリートとその軍団の主要部隊は9月17日に到着した。
第1軍団の古参兵はチカマウガの戦いの初期段階に間に合った。ブラッグはロングストリートを左翼の指揮に、レオニダス・ポーク中将を右翼の指揮に置いた。9月20日、ロングストリートは敵の狭い前衛に対し、8個旅団を長い縦列にして攻撃を仕掛けさせた。偶然、ローズクランズからの誤った命令で北軍の戦列に隙間が生じ、ロングストリート軍はそれに付け込んだ。攻撃側の組み立ては地形に適ったものであり、それでなくとも北軍の戦列に強力な圧力を掛けるものだった。北軍の右翼が崩壊し、ブラッグ軍が接近して敵軍を打ち破ろうとした。ローズクランズとその多くの部隊がチャタヌーガの方向に撤退する中で、ジョージ・ヘンリー・トーマス少将の部隊だけが頑強に守り総崩れを防いだ。ブラッグも退却する北軍を強いて追撃しようとはしなかった。それにも拘わらず、チカマウガは西部戦線における南軍最大の勝利であり、ロングストリートはその功績を評価された。
ロングストリートは直ぐになにかと悪評のあるブラッグと衝突し、ブラッグを更迭しようと動いている軍の古参指揮者達の指導者になった。ブラッグの部下達は以前からその指導力やかんに障る性格に不満を抱いていた。古参の中将であるロングストリートが到着し、行動を起こすには絶好の時となった。ロングストリートはセドンに宛てて手紙を書いた。
状況は深刻だったので、デイヴィス大統領は直に仲裁するしかなかった。次に起こったことはこの戦争の中でも異様な場面であり、ブラッグは上官に責められて顔を真っ赤にして座っていた。ロングストリートは、ブラッグが「1軍を指揮する能力が無く、すなわち兵士を戦闘に向かわせる力が無く」、「やるべきことが分かっていない」と言った。デイヴィス大統領はブラッグの肩を持ち、この論争を解決するためには何もしなかった。
ブラッグはその地位を保ち、ロングストリートに対してはバージニアから連れてきた部隊のみに限定してその指揮権の及ぶ範囲を減らすことで報復した。第三次チャタヌーガの戦いの前に幾つか小さな戦闘に参加した後、ロングストリートとその部隊は東テネシーに派遣されて、北軍のアンブローズ・バーンサイド軍の前進を抑えることになった（ノックスビル方面作戦）。ロングストリートがこの任務に選ばれたことは、ブラッグの敵意によるものでもあったが、陸軍省がロングストリート軍をリー軍に戻したいと考えており、この移動はその方向に近付けるという意図があった。
ロングストリートは11月にノックスビルに向かう行軍が鈍かったので批判され、その部隊の幾つかは「スロー・ピーター」という渾名も使い始めた。バーンサイドはキャンベルズ・ステーションの戦いでロングストリート軍の圧力を回避し、町の周りに塹壕を掘って守備を固めた。ロングストリートは包囲したがうまく行かなかった。サンダース砦の戦いでも南軍に活路を開かせなかった。ブラッグが11月25日にチャタヌーガでグラントに敗れたとき、ロングストリートはジョージア州北部でテネシー軍に合流することを命じられた。ロングストリートは躊躇してバージニアに戻る動きを始めたが、それから間もない12月初めにウィリアム・シャーマン軍の追撃を受けた。ロングストリート軍は冬の宿営に入り、春には北バージニア軍に再度合流した。この小さな作戦行動の成果と言えば、チャタヌーガでブラッグが必要とした部隊を奪ったことだった。ロングストリートがサフォーク以降で初めて単独指揮した行動は失敗に終わり、自尊心を傷つけられた。作戦失敗に対する反応として、セブンパインズのときにやったように他人を非難した。ラファイエット・マクローズを指揮官から解任し、ジェローム・ロバートソン准将とイベンダー・ロー准将の軍法会議を要求した。総務局長のサミュエル・クーパーには12月30日に辞意を伝える手紙を送った。しかし、その辞意は受け付けられなかった。
ロングストリートの軍団が東テネシーで適切な隠れ場や物資も無く厳しい冬を過ごした後、再び戦略計画を練り始めた。テネシーからケンタッキーに向けて攻撃的遠征を行い、P.G.T.ボーリガードの2万名の軍団に応援を貰うというものだった。リーとは意見が一致したものの、デイヴィス大統領やその新しく指名した軍事顧問ブラクストン・ブラッグを説得することはできなかった。

### 「荒野」の戦いからアポマトックス方面作戦
ロングストリートは、古い友人のユリシーズ・グラントが北軍の総司令官になったことを知って、仲間の士官に「彼は毎日、毎時間、戦争が終わるまで戦ってくるだろう」と告げた。
リー軍に戻って最初の戦い、1864年5月の荒野の戦いでは、ロングストリートが南軍を敗北から救った。北軍の第2軍団に対しオレンジ・プランク道路から力強い側面攻撃を行い、敵をほとんど戦場から追い出すところまでいった。ここで再度難しい地形を扱う独創的な戦術を見付けた。6個旅団に対し厚い散兵線で前進を命じ、兵士達には絶え間なく銃撃を行うことを可能にさせ、敵からは自分達を捉えどころのないようにさせた。「荒野」に関する歴史家エドワード・スティアはこの時の作戦成功の要因を「勢力的な劣勢をはね返す以上にロングストリートの戦術的天才を示したこと」にあるとした。
ロングストリートはこの攻撃の最中に部下の不慮の射撃によって負傷した。その場所は1年前にジャクソンが致命傷を負った場所からほんの4マイル (6 km)しか離れていなかった。弾は肩を貫通し、神経を切断し、喉に深い切り傷を付けた。ロングストリートの指揮が無くなって攻撃の勢いが途切れ、リー将軍は部隊が再編成されるまで次の行動を止めた。これで北軍守備隊には組織を建て直す暇を与え、次の攻撃は失敗に終わった。E.P.アレクサンダーはロングストリートが居なくなったことが、戦闘の重要な分かれ目だったと指摘した。「私は常に、ロングストリートが倒れなければ、ハンコックの第2軍団に拡がっていた恐慌がさらに大きくなり、グラント軍はラピダン川を越えて退却するしか無かったと信じている。」
ロングストリートは1864年の春と夏の作戦に参加できなかった。リーは敵を扱う彼の手腕がないことを酷く残念に思った。ロングストリートはバージニア州リンチバーグで治療を受けており、生まれ故郷のジョージアで静養していた。1864年10月に復帰したが、右腕は麻痺してつり包帯をしており、最初は馬にも乗れなかった。ピータースバーグの包囲戦での残り期間、首都リッチモンドの前線で、ジェイムズ川の北の部隊とバミューダ・ハンドレッドにいるピケットの師団を含み守備隊を指揮した。リーに従ってアポマトックスに後退し、1865年4月2日にA.P.ヒルが戦死した後は第1軍団に加えて第3軍団も指揮した。リーが降伏を考慮している時に、ロングストリートはグランドが公正に扱ってくれると信じていることを告げた。リーが4月9日にアポマトックス・コートハウスに馬で向かう時、「将軍、もし彼が良い条件を出さなければ、戻ってきて我々とともに戦いましょう」と言った。

## 戦後

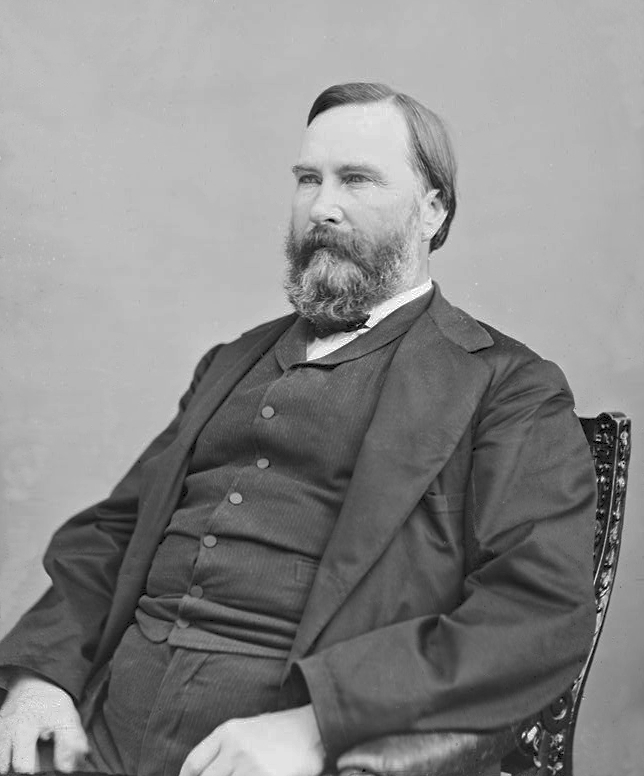
戦後のロングストリート

戦後ロングストリートとその家族は、多くの元南軍将軍に人気のあったニューオーリンズに転居した。そこで綿の仲買事業を共同経営し、また新しく作られたグレート・サウザーン&ウエスタン損害保険会社の社長になった。モービル&オハイオ鉄道の社長にもなろうと積極的に動いたが失敗し、ニューオーリンズからメキシコのモンテレーまで敷く鉄道の出資者を募ったがこれも失敗した。1870年、新しく作られたニューオーリンズ&ノースイースタン鉄道の社長に指名された。アンドリュー・ジョンソン大統領に恩赦を申請したが、それには旧友グラントの推薦があった。ジョンソンはこれを拒否し、ロングストリートに会ったときに「南部の3人だけは恩赦を出せない。デイヴィス氏、リー将軍そしてあなただ。あなたは北軍に多くの危機を背負わせた。」と告げた。合衆国議会は1868年6月にロングストリートの市民権を復活させた。
ロングストリートは南軍の上級将校としては唯一人、レコンストラクションの間にスキャラワグ（Scalawag, 南部の再編入を支持した南部白人）になり、共和党員になった。1868年の大統領選挙ではグラントを推し、就任宣誓式に参加し、その6日後にはニューオーリンズ税関の監督官に任命された。これらの行動で南部人の支持は失った。旧友のハーベイ・ヒルは新聞に、「我々のスキャラワグは世間からのけ者にされている人だ」と書いた。ヒルはロングストリートが北部から来たカーペットバッガー（Carpetbagger, 南北戦争後に南部にやってきた北部人）とは異なり、「南部の生まれであるからなおのこと始末が悪い」と書いた。ルイジアナ州の共和党員知事はロングストリートを州兵の総務局長に指名し、1872年までに州兵を指揮する少将とニューオーリンズ内の州警察指揮官になった。1874年に選挙の不正で暴動が起こったとき、馬で反乱者に会いに行ったが、馬から引き摺り下ろされ、使用済みの弾丸で撃たれ、捕虜になった。鎮圧のために連邦軍の出動が要請された。このときロングストリートがアフリカ系アメリカ人の部隊を使ったことが、南部人による非難を増幅させた。
1875年、ロングストリート家は健康と安全が心配になり、ニューオーリンズを離れてジョージア州ゲインズビルに戻った。この時までに妻のルイーズは10人の子供を産みそのうち5人が成人していた。ラザフォード・ヘイズを通じて様々な職を探し、一時期は海軍長官も考慮の対象だった。短期間であるが内国税集金副担当とゲインズビルの郵便局長を務めた。1880年ヘイズの指名でオスマン帝国駐在アメリカ大使となり、1897年から1904年にはウィリアム・マッキンリー、セオドア・ルーズベルト両大統領の下で鉄道長官を務めた。
ニューオーリンズには仕事の都合でしばしば旅行していたが、1877年にローマ・カトリック教会に転向し、死ぬまで献身的に信仰した。
1881年から1884年まで連邦保安官を務めたが、民主党が政権を取るとその政歴が終わり、ゲインズビルの近くの65エーカー (26 ha)の農場に隠居したような状態になり、七面鳥を育て段々畑は果樹園とぶどう園を作ったので、隣人達は冗談交じりにそこを「ゲティスバーグ」と呼んだ。1889年4月9日（アポマトックスにおけるリー降伏の記念日）に大火が起こり、家や所持品が焼けた。その中には南北戦争の時の書類や記念品も含まれていた。この年の12月に妻のルイーズが死んだ。1897年、34歳のヘレン・ドーチと再婚した。結婚式はアトランタにある知事の邸宅で行われた。子供達はこの結婚にあまり賛成ではなかったが、ヘレンは献身的な妻となり、ロングストリートが死んだ後もその遺産を守った。ヘレンはロングストリートの死後58年間生存し、1962年に死んだ。
ルイーズが死に、何十年も他の元南軍の者からその戦時の記録について批判を受けた後で、ロングストリートは『マナサスからアポマトックスまで』と題する反論のための備忘録を5年間を要して書き上げ、1896年に出版した。悪口を言っていた人々よりも長生きし、1904年1月2日にゲインズビルで肺炎のために死んだ。アルタ・ビスタ墓地に埋葬された。南北戦争を経験した将官としては数少ない20世紀まで生き延びた人であった。

## 遺産
南北戦争の失われた大義を書いた著作家達の批判のために、ロングストリートの軍歴はその死後も長い間非難され続けた。それは正式には1872年1月19日（リーの誕生日）に始まった。リーの死後2年も経っていなかった。ジュバル・アーリーはワシントン・カレッジでの演説で、ゲティスバーグにおいてリーは誤っていなかったとし、ロングストリートの2日目の攻撃が遅れたこと、3日目の敗走について責任があることを主張した。翌年、リーの砲兵指揮官であったウィリアム・ペンドルトンは同じ場所で、ロングストリートは7月2日の日の出と共に攻撃を開始するという明白な命令に従わなかったと言った。ロングストリートは1875年までこれら公の抗議に反論できなかったので、それがさらに評判を傷つけることになった。20世紀に入って、ダグラス・サウスオール・フリーマンがリーの伝記を著し、南北戦争に関する研究でロングストリートをいの一番に批判する態度を続けた。
バージニアの新聞記者で作家のクリフォード・ドーディは1950年代と1960年代にロングストリートに対する厳しい批判で知られた。
ロングストリートの死後、妻のヘレンは反論のために『ハイ・タイドにおけるリーとロングストリート』を自費出版した。その中で。「南部では、北軍の思いがけない勝利がロングストリート将軍の罪に値する不服従の結果だと、信じるように扇動的に教えられている。」と述べている。
1974年のマイケル・シャーラの小説『The Killer Angels』は、ロングストリートの備忘録に一部基づいており、また1993年の映画『ゲティスバーグ』はロングストリートを将軍として再評価させ、大衆の認知度を劇的に上げたと言われている。
チャタフーチー川を跨ぐロングストリート橋はゲインズビル近くのアメリカ国道129号線の一部であり、ロングストリート将軍に因んで名付けられた。
ノースカロライナ州フォートブラッグを通る主要道路にロングストリート道路がある。
第二次世界大戦の時のリバティ船にSSジェイムズ・ロングストリートがある。
1998年、ゲティスバーグ戦史公園に建立された最後の記念碑の一つは、遅ればせながらロングストリートに捧げられた乗馬姿の銅像である。制作は彫刻家のゲリー・キャスティールだった。ピッツァー森の木立の中に地面に直に建てられた像であり、愛馬ヒーローは不釣合いに小さく、それに跨った姿である。戦場を見下ろす高い台座に載った多くの将軍達の銅像とは異なり、彼を取り巻く論争を象徴しているかのようである。

## 大衆文化の中で
ロングストリートはハリイ・タートルダヴのもう一つの歴史小説『How Few Remain』、およびロバート・コンロイのもう一つの歴史小説『1901』に登場する。トム・ベレンジャーによる映画『Gettysburg』やブルース・ボクスライトナーによるその続編『Gods and Generals』でも描かれている。シカゴのライフライン劇場ではブライアン・アミデイによる劇作『The Killer Angels』の世界初演でも登場した。